# روبرت غرايمز ديفيس
روبرت غرايمز ديفيس (بالإنجليزية: Robert Grimes Davis)‏ هو قاضي ودبلوماسي أمريكي، ولد في 10 مايو 1819 في هونولولو في الولايات المتحدة، وتوفي بنفس المكان في 4 مارس 1872.